# NGC 4659
NGC 4659 é uma galáxia espiral (S0-a) localizada na direcção da constelação de Coma Berenices. Possui uma declinação de +13° 29' 56" e uma ascensão recta de 12 horas, 44 minutos e 29,5 segundos.
A galáxia NGC 4659 foi descoberta em 12 de Abril de 1784 por William Herschel.